# Governo Depretis III
Il Governo Depretis III è stato il diciottesimo esecutivo del Regno d'Italia, il terzo guidato da Agostino Depretis.  
Esso, nato in seguito alle dimissioni del governo precedente, è stato in carica dal 19 dicembre 1878 al 14 luglio 1879 (sebbene già dimissionario dal precedente 3 luglio), per un totale di 207 giorni, ovvero 6 mesi e 25 giorni.

## Compagine di governo

### Appartenenza politica
| Partito | Partito          | Presidente | Ministri | Totale |
| ------- | ---------------- | ---------- | -------- | ------ |
|         | Sinistra storica | 1          | 10       | 11     |

### Situazione parlamentare
NOTA: Nonostante questo governo sia stato effettivamente privato della fiducia (seppur indirettamente e tramite un ordine del giorno), ai tempi del Regno d'Italia, poiché secondo lo Statuto Albertino il governo rispondeva nei fatti al solo Re, il rapporto con il Parlamento in senso moderno non era obbligatorio (ed in tal senso vari sono stati i casi di formazione di un governo palesemente privo di tale supporto). La prassi di determinare la sopravvivenza dell’esecutivo in base al supporto parlamentare, dunque, si è andata sviluppando si da questi momenti, ma stabilmente solo successivamente, specie con l’ascesa dei partiti di massa e con l’introduzione del sistema proporzionale, in tempi molto più tardi rispetto all’unità, ed ufficialmente solo con la Costituzione della Repubblica Italiana. Per questo motivo, il grafico sottostante espone, secondo ricostruzioni e dichiarazioni, nonché secondo la composizione del governo ed anche secondo il voto effettivamente subìto, il supporto che questo ha ottenuto.
Al momento della sua formazione, il 19 dicembre 1878:
| Camera              | Collocazione | Partiti           | Seggi     |
| ------------------- | ------------ | ----------------- | --------- |
| Camera dei deputati | Maggioranza  | DEM (394)         | 394 / 508 |
| Camera dei deputati | Opposizione  | PLC (94), ER (20) | 114 / 508 |

In seguito alla sua caduta, il 3 luglio 1879:
| Camera              | Collocazione | Partiti                         | Seggi     |
| ------------------- | ------------ | ------------------------------- | --------- |
| Camera dei deputati | Governo      | DEM (247)                       | 247 / 508 |
| Camera dei deputati | Opposizione  | DEM-D. (149), PLC (94), ER (20) | 251 / 508 |
| Camera dei deputati | Assenti      | DEM (10)                        | 10 / 508  |

## Composizione
| Carica                                | Titolare                                        | Titolare                                        | Titolare                                          |
| Presidenza del Consiglio dei ministri | Presidenza del Consiglio dei ministri           | Presidenza del Consiglio dei ministri           | Presidenza del Consiglio dei ministri             |
| ------------------------------------- | ----------------------------------------------- | ----------------------------------------------- | ------------------------------------------------- |
| Presidente del Consiglio dei ministri |                                                 |                                                 | Agostino Depretis (Sinistra storica)              |
| Ministero                             | Ministri                                        | Ministri                                        | Ministri                                          |
| Affari Esteri                         | Agostino Depretis (Sinistra storica) Ad interim | Agostino Depretis (Sinistra storica) Ad interim | Agostino Depretis (Sinistra storica) Ad interim   |
| Agricoltura, Industria e Commercio    |                                                 |                                                 | Salvatore Majorana Calatabiano (Sinistra storica) |
| Lavori Pubblici                       |                                                 |                                                 | Raffaele Mezzanotte (Sinistra storica)            |
| Interno                               |                                                 |                                                 | Agostino Depretis (Sinistra storica)              |
| Pubblica Istruzione                   |                                                 |                                                 | Michele Coppino (Sinistra storica)                |
| Guerra                                |                                                 |                                                 | Gustavo Mazè de la Roche (Indipendente)           |
| Marina                                |                                                 |                                                 | Niccolò Ferracciù (Sinistra storica)              |
| Finanze                               |                                                 |                                                 | Agostino Magliani (Sinistra storica)              |
| Grazia e Giustizia e Culti            |                                                 |                                                 | Diego Tajani (Sinistra storica)                   |
| Tesoro                                | Agostino Magliani (Sinistra storica) Ad interim | Agostino Magliani (Sinistra storica) Ad interim | Agostino Magliani (Sinistra storica) Ad interim   |

## Cronologia

### 1878
- 19 dicembre - I ministri giurano dinnanzi al Re.

### 1879
- 24 giugno - Il Senato del Regno approva, con notevoli emendamenti rispetto al testo licenziato dalla Camera dei deputati, la proposta di legge sull’abolizione della tassa sul macinato.
- 3 luglio - La Camera, contraria agli emendamenti del Senato, approva con 251 favorevoli e 159 contrari l’ordine del giorno a firma di Alfredo Baccarini, sul rifiuto del quale il governo aveva informalmente posto la fiducia. Tenuto conto dell’esito, il Presidente del Consiglio rassegna il giorno dopo al Re le proprie dimissioni. Questi, dunque, accettandole, conferisce un mandato esplorativo nuovamente a Benedetto Cairoli.
- 19 luglio - Con il giuramento del nuovo esecutivo, termina ufficialmente l’esperienza di governo.